# Idioma tucano
El idioma tucano forma parte del grupo oriental de la familia tucano y lo hablan aproximadamente 10000 personas en la cuenca del río Vaupés, en Colombia y Brasil. Además de los tucanos, integrantes de otras etnias de la región son hablantes de este idioma, debido a los intercambios matrimoniales y a su uso como lengua franca por los misioneros.

## Fonología
El idioma tucano registra los siguientes fonemas:

### Vocales
|        | Anteriores | Centrales | Posteriores |
| Altas  | i          | ɨ         | u           |
| Medias | e          |           | o           |
| Bajas  |            | a         |             |

Son seis vocales orales. Todas las vocales orales pueden llevar el rasgo supra-segmental +NALSAL, de esta manera ellas pueden contrastar con las vocales orales. Welch y West (1977).

### Consonantes
El tucano tiene tres niveles de tono silábico significativo: alto, medio y bajo. Los morfemas monosílabos siempre registran tono alto. En los bisílabos ocurren sólo tres combinaciones: alto-alto, alto-bajo y bajo-alto. En los trisílabos hay dos combinaciones principales: bajo-medio-alto y bajo-alto-bajo, aunque se registran otras cuatro de forma excepcional. El tono alto está asociado con el acento, de manera que toda palabra está acentuada una o más veces. El tono medio podría no ser fonémico y estar asociado a las sílabas intermedias entre tonos diferentes o a casos gramaticales específicos.

|                   | labial | alveolar | palatal | velar | glotal |
| oclusivas sordas  | p      | t        |         | k     | ʔ (')  |
| oclusivas sonoras | b      | d        |         | g     |        |
| fricativas sordas |        | s        |         |       | h      |
| vibrantes         |        | r        |         |       |        |
| aproximantes      | w      |          | j (y)   |       |        |

Son doce fonemas consonánticos. Las oclusivas sonoras b, d, g y la aproximante palatal j (y) tienen variantes nasales m, n, ŋ (ng), ɲ (ñ), antes de vocal nasal.

### Tono
El tucano tiene tres niveles de tono silábico significativo: alto, medio y bajo. Los morfemas monosílabos siempre registran tono alto. En los bisílabos ocurren sólo tres combinaciones: alto-alto, alto-bajo y bajo-alto. En los trisílabos hay dos combinaciones principales: bajo-medio-alto y bajo-alto-bajo, aunque se registran otras cuatro de forma excepcional. El tono alto está asociado con el acento, de manera que toda palabra está acentuada una o más veces. El tono medio podría no ser fonémico y estar asociado a las sílabas intermedias entre tonos diferentes o a casos gramaticales específicos.